# Bate-Bola
Bate-Bola foi um programa de televisão brasileiro da ESPN Brasil, exibido diariamente entre 1998 e 2021.
O programa trazia os gols da rodada, a tabela de classificação, as notícias em cima da hora e os comentários da equipe da ESPN, sempre com muita descontração. Tinha ainda entrevistas exclusivas com os personagens do dia, os preparativos das equipes, as lambanças da cartolagem, a dança dos treinadores e o mercado de compra e venda de jogadores. Uma das características do programa era a interatividade com o fã do esporte, que podia dar seu pitaco na discussão ou simplesmente votando na enquete do dia. No ano de 2014, o programa passa a ter 3 edições diárias, sendo a segunda edição, com dois apresentadores
Em 2015, passou a ter novo cenário e ainda passa a ser chamada as edições, como: Bate Bola Bom Dia, Bate Bola Debate e Bate Bola Na Veia.
Em 18 de setembro de 2017, as edições do BB ganham cenários temáticos para cada edição mas em setembro de 2018, o BB só passa apenas a ter uma edição
Entre março de 2020 e setembro de 2021, por conta da Pandemia de COVID-19, o BB foi sendo apresentado em home office da casa dos apresentadores e comentaristas.
No dia 24 de setembro de 2021, foi exibida a última edição do programa, como resultado da reformulação total da grade de programação da ESPN Brasil. A partir do dia 27, passou a ser exibido em seu horário o Futebol 90.